# دندلوپ ریور
دندلوپ ریور (به انگلیسی: Dandalup River) رودخانه‌ای است که در استرالیا جریان دارد.